# 沙特阿拉伯地理
沙特阿拉伯王国位于西亚阿拉伯半岛上，西临红海，东濒波斯湾，北与科威特、伊拉克和约旦接壤，东与卡塔尔和阿联酋相接，南与阿曼和也门相邻，面积约214万平方千米，占整个阿拉伯半岛总面积的80%。

## 地形
沙特阿拉伯大部分属于高原，地势西高东低，呈阶梯状倾斜，通称阿拉伯高原。西部以汉志-阿西尔高原为主，西北有希法阿山，西南希贾兹山的索达山海拔3207米，为全国最高峰。红海沿岸的帖哈麥地区为狭窄的沿海平原。中部为内志高原。东部波斯湾沿海平原，地势低平，散布着许多盐渍地和沼泽。
沙漠约占国土面积的一半，北部内夫得沙漠，多涸谷、水井、绿洲；南部鲁卜哈利沙漠多流动沙丘為世界上最大的流動沙漠。鲁卜哈利沙漠约占阿拉伯半岛的四分之一。东部有代赫纳沙漠。

## 气候
西部高原属地中海型气候,其他广大地区属热带沙漠气候。炎热干燥，最热月绝对高温可达50℃。北部年降水量100～200毫米，南部在100毫米以下。

## 河流湖泊
地面无常年有水的河流、湖泊。地势低洼处，地下水涌出地面形成绿洲。